# Lunel Agglo
La Lunel Agglo es una estructura intermunicipal francesa, situada en el departamento de Hérault y la región Occitania.

## Composición
La comunidad de aglomaración se compone de 15 municipios:
1. Lunel
2. Boisseron
3. Campagne
4. Galargues
5. Garrigues
6. Lunel-Viel
7. Marsillargues
8. Saint-Christol
9. Saint-Just
10. Saint-Nazaire-de-Pézan
11. Saint-Sériès
12. Saturargues
13. Saussines
14. Vérargues
15. Villetelle